# Thrips juniperinus
Thrips juniperinus är en insektsart som beskrevs av Carl von Linné 1758. Thrips juniperinus ingår i släktet Thrips, och familjen smaltripsar. Arten är reproducerande i Sverige.